# 王致诚

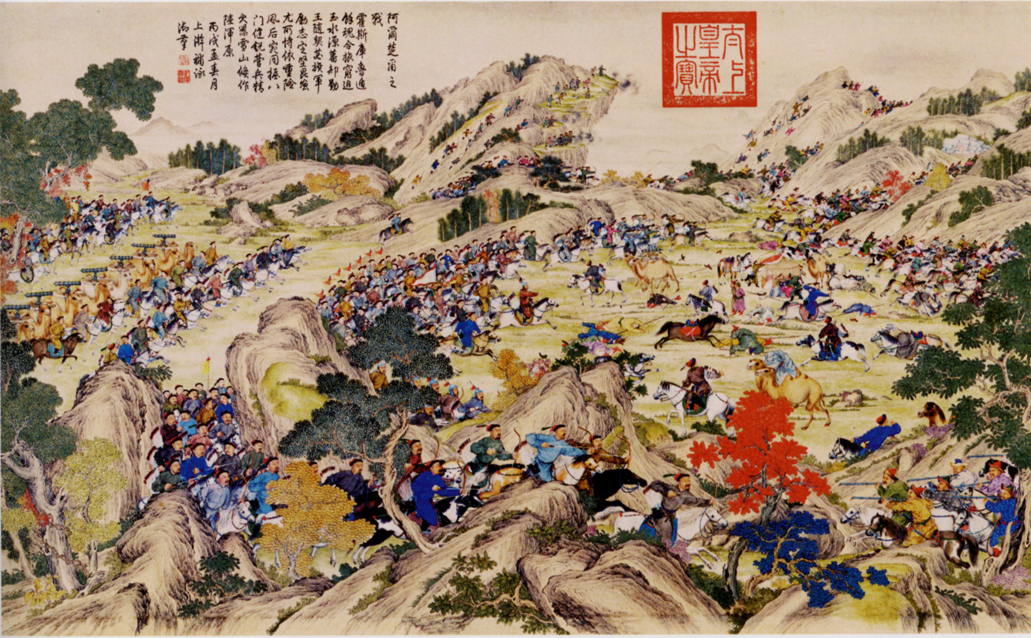
王致诚绘《阿尔楚尔之战》

让-德尼·阿蒂雷（法語：Jean-Denis Attiret，1702年7月31日—1768年12月8日），汉名王致诚，又称为巴德尼、王之臣，法国人，天主教耶稣会传教士、清朝宫廷画家。

## 生平
王致诚出生于法国多勒，自幼习画，后在布鲁瓦西亚侯爵（Marquis de Broissia）的资助下赴罗马留学，擅长油画人物、肖像、走兽。乾隆三年（1738年）作为法国耶稣会传教士前往中国并献《三王来朝耶稣图》，为乾隆帝赏识并受召供奉内廷，成为清朝宫廷画家。乾隆三十三年（1768年）逝世。
他的传世作品很少，仅有《十骏图册》、《阿尔楚尔之战》（乾隆平定西域战图之一）以及一些蒙古族厄鲁特首领的油画肖像等不多的几件。

## 现代作品
2017年上映的中法合拍的电影《画框里的女人》中，王致诚是主要角色。